# Guarenas
Guarenas é uma cidade da Venezuela localizada no estado de Miranda. Guarenas é a capital do município de Plaza.
Hoje ela está praticamente junta com sua cidade vizinha, Guatire.